# Hajnówka (comune rurale)
Hajnówka (in bielorusso Гайнаўка, trasl. Hajnaŭka) è un comune rurale polacco del distretto di Hajnówka, nel voivodato della Podlachia.
Ricopre una superficie di 293,15 km² e nel 2006 contava 4 273 abitanti.
Il bielorusso è riconosciuto e tutelato nel comune come lingua della minoranza.